# Sandy Adams
Sandra "Sandy" Adams  (Wyandotte, Míchigan, 14 de diciembre de 1956) fue la  Representante de los Estados Unidos. Para el 24.º distrito congresional de Florida, es miembro del Partido Republicano. Una ex profesional de la aplicación de la ley que representó al Distrito 33 en la Cámara de Representantes de la Florida. El 14 de agosto de 2012, fue derrotada en su intento para un segundo término en la elección primaria republicana por su congresista John Mica después de haber sido redistribuido al 7º distrito.

## Primeros años
Adams nació en Wyandotte, Míchigan en 1956, se mudó a Florida en 1964. Sirvió en la Fuerza Aérea de los Estados Unidos. En 1985 se convirtió en investigadora de la Oficina del sheriff del Condado de Orange. Durante los siguientes años, Adams ocupó el cargo de Presidente de la Delegación Legislativa del Condado de Orange y actualmente es el presidente de la Delegación Legislativa del Condado de Seminole una vez más. En 2000, se graduó de la Universidad de Columbia con un Bachelor of Arts título en Administración de Justicia Penal.

## Legislatura del Estado de Florida
Adams fue elegida por primera vez para la Casa de la Florida en 2002. Dentro de sus primeros dos años fue presidenta de la Delegación Legislativa del Condado de Seminole. Fue presidenta del Comité de Asignaciones de Justicia Penal y Civil, vicepresidenta del Consejo de Política de Justicia Criminal / Civil, vicepresidenta del Comité de Política de Seguridad Pública / Seguridad Doméstica y vicepresidenta del Comité Selecto sobre el Acuerdo indio Seminole. Ella ocupó cargos en dos consejos: el Consejo de Apropiaciones Completas en Gobierno General y en Atención de la Salud y el Consejo de Reglas y Calendario.
Adams anunció su candidatura para las primarias republicanas de 2016 en el distrito 6º del Congreso de la Florida, pero se retiró de la su carrera de candidatura en enero de 2016 debido a problemas de salud.

### Asignaciones de comité
- Comité de la Cámara de Ciencia, Espacio y Tecnología
- Comité Judicial de la Cámara
- Comité de estudio republicano
- Tea Party Caucus
- Congressional Sportsmen's Caucus